# Subdelegación del Gobierno en Alicante
La Subdelegación del Gobierno en Alicante es el órgano de representación del gobierno de España en la provincia de Alicante. Su sede se encuentra en un edificio emblemático situado en la plaza de la Montañeta, en el centro de la ciudad.

## Historia
El edificio fue inaugurado en mayo de 1949 por el entonces jefe del Estado, Francisco Franco. Su construcción formó parte del proyecto de urbanización de la plaza de la Montañeta, que transformó el antiguo cerro de San Francisco en una plaza de estilo monumental. Durante la dictadura franquista, la plaza recibió el nombre de "plaza del Caudillo".

## Arquitectura
El edificio presenta una arquitectura de corte neoclásico institucional, caracterizada por su simetría y sobriedad. Destaca su fachada principal, con una columnata de tres arcos que enmarcan el balcón central, sobre el cual se sitúa el escudo de España. El conjunto transmite una imagen de autoridad y solemnidad, acorde con su función como sede del Gobierno.

## Funciones
La Subdelegación del Gobierno en Alicante ejerce las funciones de representación del gobierno de España en la provincia, coordinando la actuación de la Administración General del Estado y supervisando el cumplimiento de las leyes. Entre sus competencias se incluyen la seguridad ciudadana, la protección civil, la gestión de extranjería y la coordinación de elecciones.

## Accesibilidad
En 2023, se informó que el edificio no era accesible para personas con movilidad reducida debido a la falta de permisos municipales para realizar las obras necesarias. La subdelegada del Gobierno en ese momento responsabilizó al Ayuntamiento de Alicante por no conceder las autorizaciones pertinentes para adaptar el edificio a las normativas de accesibilidad.